# 16-Lachter-Stollen
Der 16-Lachter-Stollen (zuvor auch Glückswardstollen oder Glückswarter Stollen genannt) ist ein Wasserlösungsstollen des Oberharzer Bergbaus.
Das ursprüngliche Mundloch des Stollens befand sich wahrscheinlich östlich von Wildemann (Berg- und Universitätsstadt Clausthal-Zellerfeld), von wo der Stollen ungefähr im Bereich der heutigen Straße Im Sonnenglanz aufgefahren wurde. Der Stollen erstreckte sich unter Tage über die Grube Haus Sachsen östlich von Wildemann über eine Länge von 3,2 km bis zur Grube Himmelfahrt Christi, der späteren Grube Haus Celle bei Clausthal-Zellerfeld.

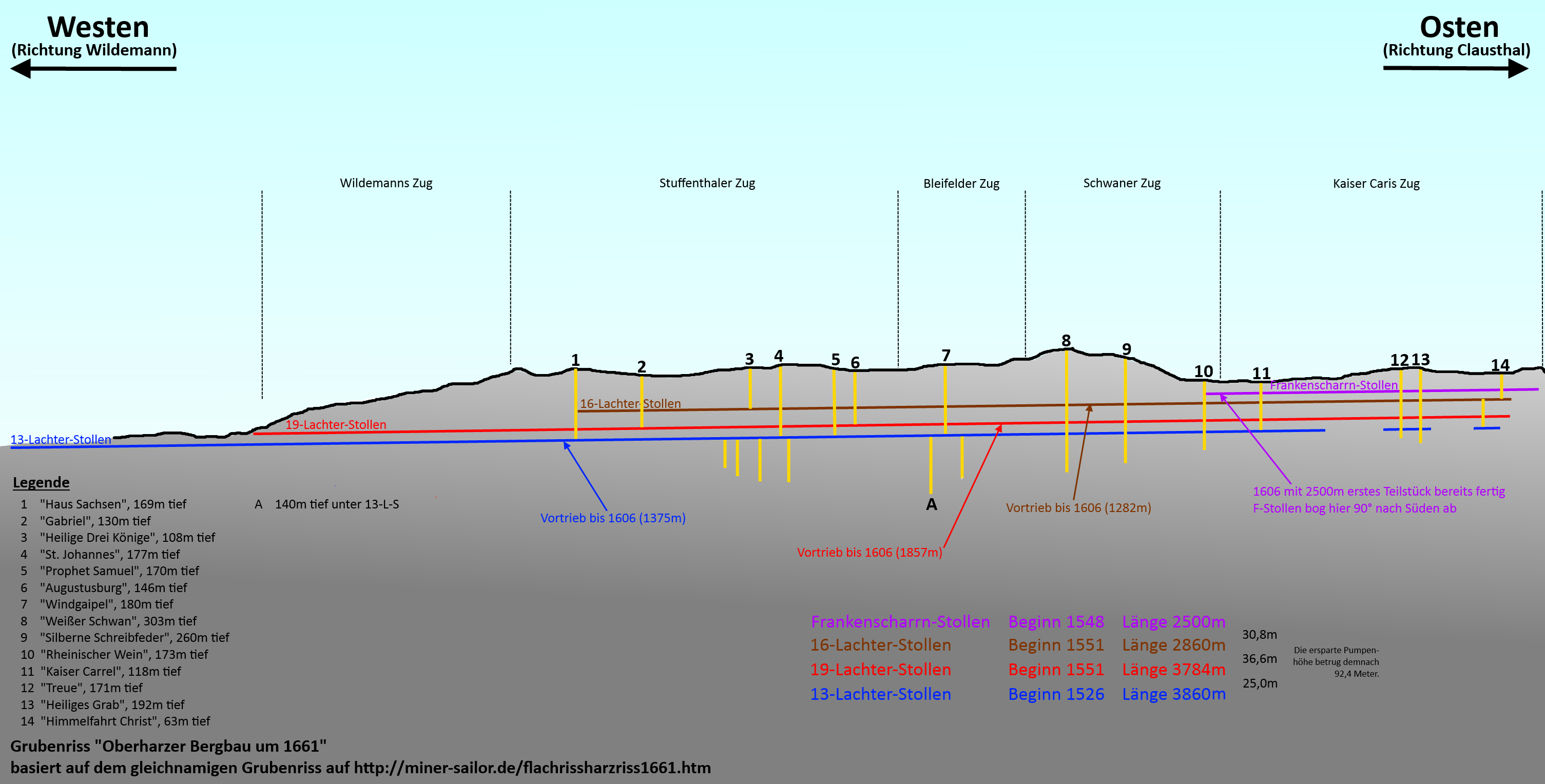
Grubenriss von 1661 mit der Lage des 16-Lachter-Stollens

## Geschichte
Nach der Wiederaufnahme von Bergbautätigkeiten bei Wildemann um 1525 scheiterte man schnell an hartem Gestein und mangelnder Bewetterung. Nachdem zunächst die Arbeiten am Tiefen Wildemann-Stollen und später auch am höhergelegenen Getrosten Hedwigstollen aus diesen Gründen eingestellt werden mussten, begann man noch 1551 den Glückswardstollen. Dieser war von Beginn an als Wasserlösungsstollen konzipiert und ursprünglich vermutlich von Wildemann aus aufgefahren worden.
Wie bei den Vorgängern wurden auch die Arbeiten am Glückswardstollen erneut eingestellt, aber aus Mangel an Alternativen 1568 wieder aufgenommen. Es erfolgte der Vortrieb in den nächsten 38 Jahren bis zur Grube Rheinischer Wein.
Um den 16-Lachter-Stollen bei der Wasserlösung zu unterstützen, wurden später der 13- und 19-Lachter-Stollen über 75 Jahre bis an die Grenze zwischen Kommunionharz und Einseitigen Harz vorgetrieben. Um 1760 war das Mundloch des 16-Lachter-Stollens bereits seit vielen Jahren aufgelassen worden oder verbrochen.
Nach der Vollendung des Tiefen Georg-Stollens im Jahr 1799 verlor der 16-Lachter-Stollen zunehmend an Wichtigkeit, aber noch bis Mitte des 20. Jahrhunderts trieb das gesamte System der Wasserlösungsstollen im Oberharz Wasserräder und somit Pumpen an, die aus noch tieferen Gruben weiteres Wasser fördern konnten.

### Namensgebung
Der Name 16-Lachter-Stollen kommt vom Lachter, einem Längenmaß aus dem Bergbau. Der Stollen wurde so genannt, da er 16 Clausthaler Lachter (ca. 31 m) unter dem nächsthöheren Wasserlösungsstollen, dem Frankenscharrn-Stollen, lag.